# Cerkiew św. Jerzego w Kurbinowie
Cerkiew św. Jerzego w Kurbinowie – prawosławna cerkiew w Kurbinowie w gminie Resen, wzniesiona w 1191.

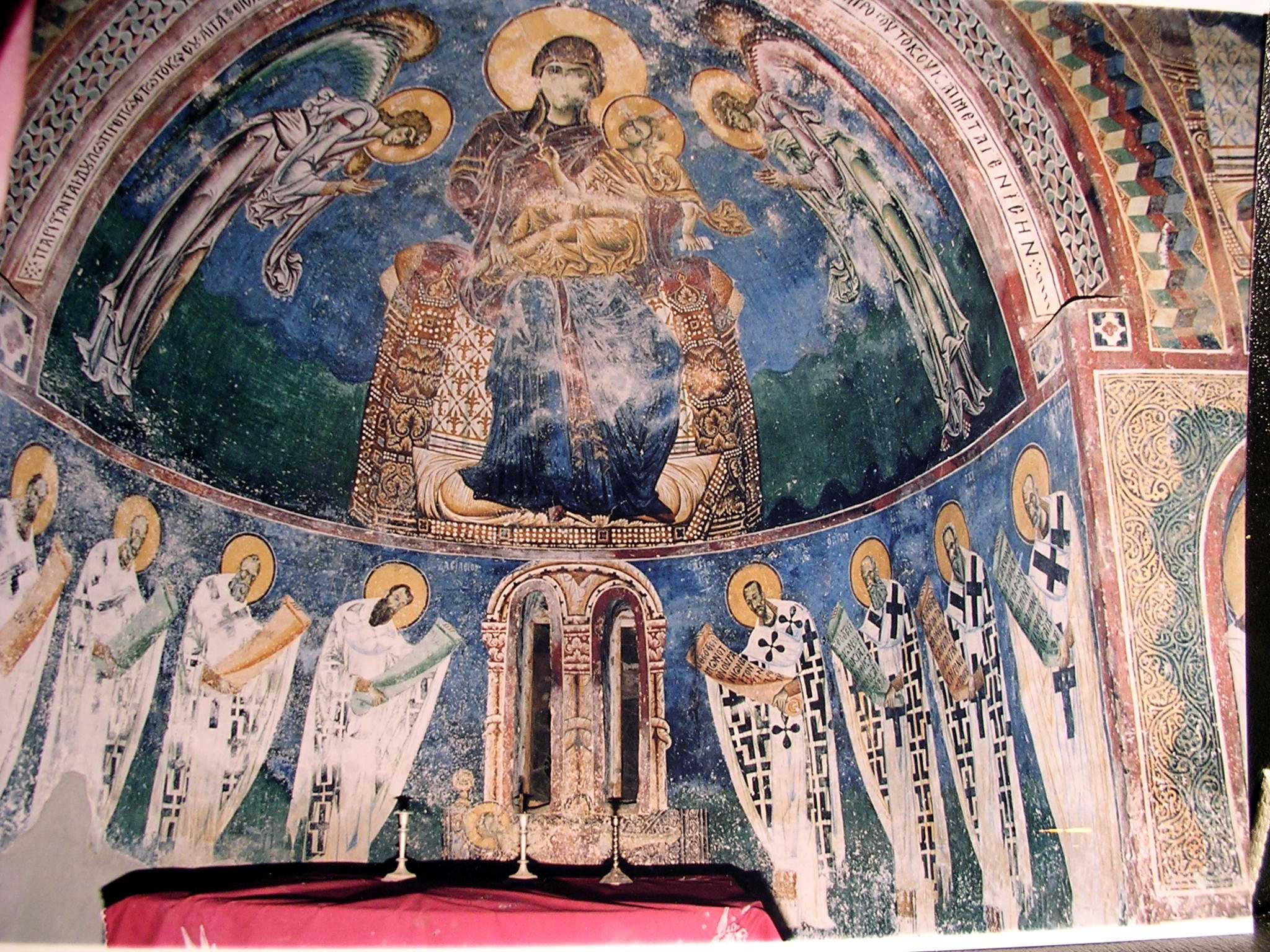
Freski w cerkwi

Cerkiew została wzniesiona w 1191. Jej wnętrze pokrywają typowe dla średniowiecznej sztuki regionu freski, utrzymane w stylu bizantyjskim z elementami charakterystycznymi wyłącznie dla regionu współczesnej Macedonii. Twarze prezentowanych postaci są przepojone smutkiem i żalem, szczegóły kompozycji realistyczne odtworzone, wyraźnie zaznaczone emocjonalne nasycenie scen.
Cerkiew jest wpisana na macedońską listę informacyjną UNESCO.